# Василівська балка
Василівська балка — ботанічний заказник місцевого значення. Об'єкт розташований на території Долинського району Кіровоградської області, поблизу с. Василівка.
Площа — 33,7 га, статус отриманий у 2000 році.